# Vilkija
Vilkija est une ville de Lituanie avec une population de 1 738 habitants en 2022.

## Géographie
Vilkija se trouve à 25 km au nord-ouest de Kaunas. La ville est située sur une colline sur la rive nord du Niémen ; un bac permet de traverser le fleuve entre Vilkija et Pavilkijys.

## Histoire
En 1941, 800 Juifs sont assassinés dans une exécution de masse par un Einsatzgruppen composé d'Allemands et de Lituaniens nazis. Un mémorial est érigé sur le site du massacre où seront mis en 1958 les corps de victimes d'autres exécutions de masse, des juifs; des soviétiques et des communistes.

## Patrimoine
Vilkija fait partie des communes ayant toujours un des six anciens cimetières juifs dans les environs de Kaunas. Les cinq autres cimetières sont situés à Čekiškė, Babtai, Garliava, Vandžiogala et Zapyškis.

## Galerie

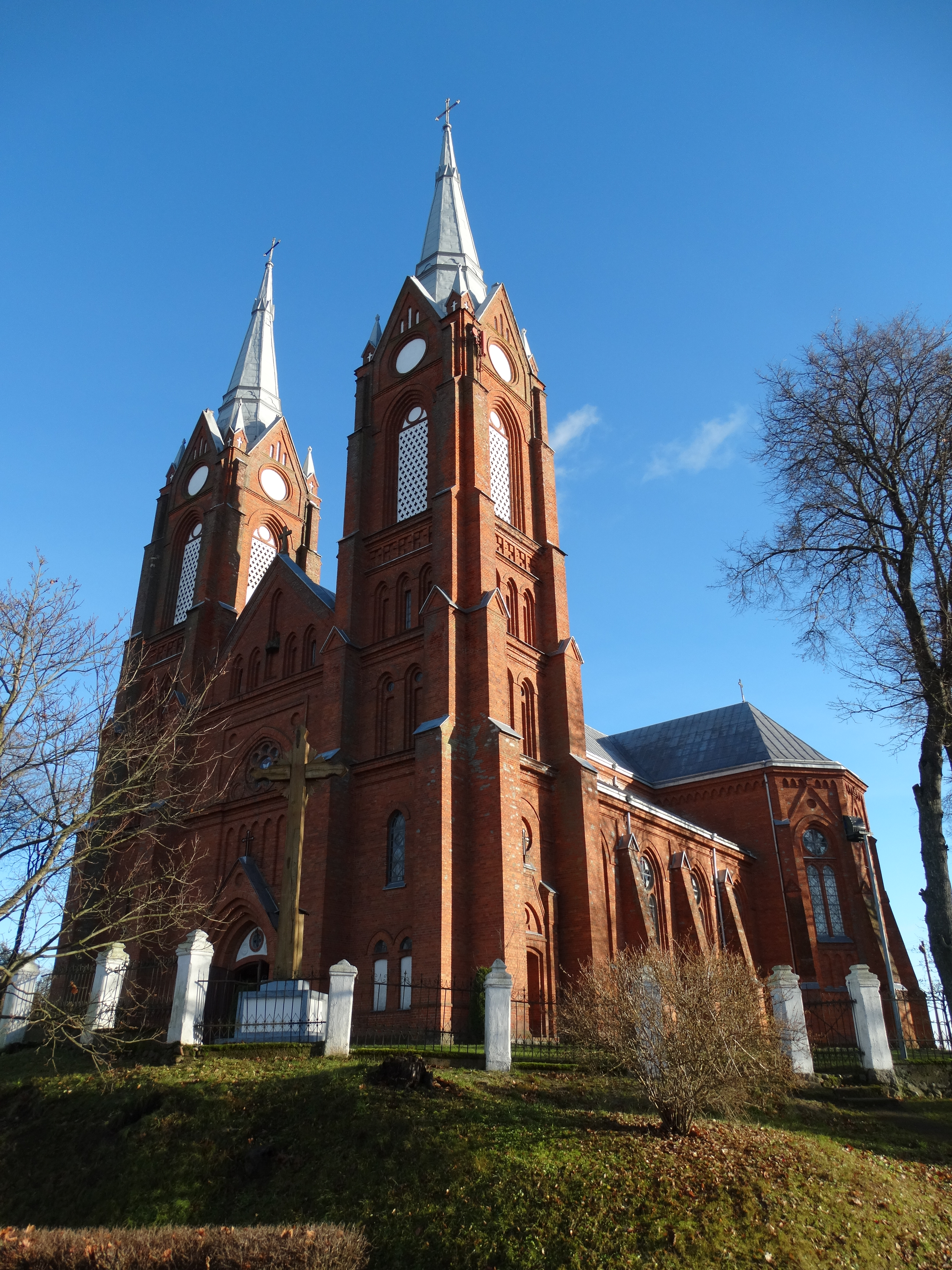
L’église Saint-Georges de Vilkija
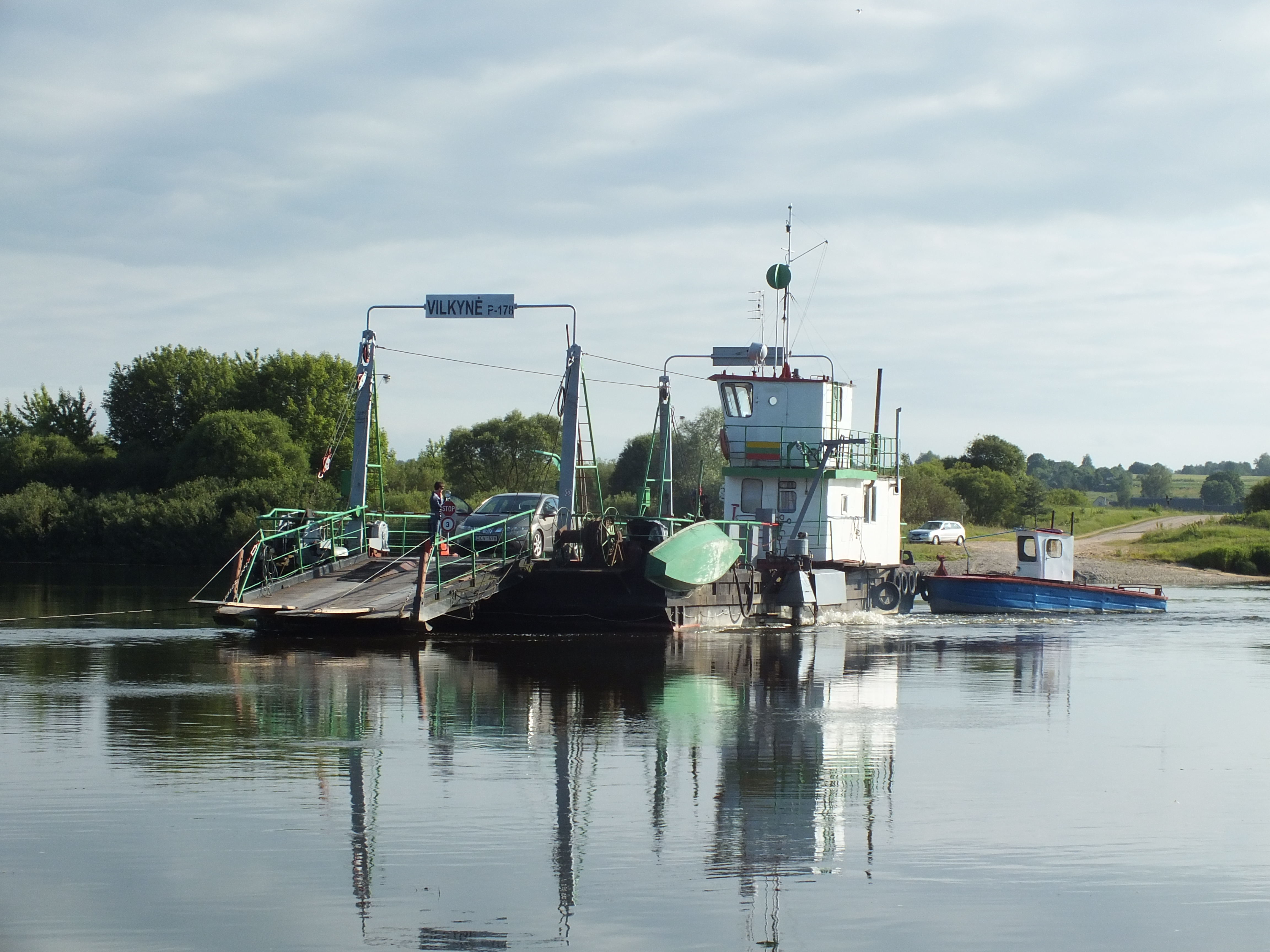
Le bac entre Vilkija et Pavilkijys
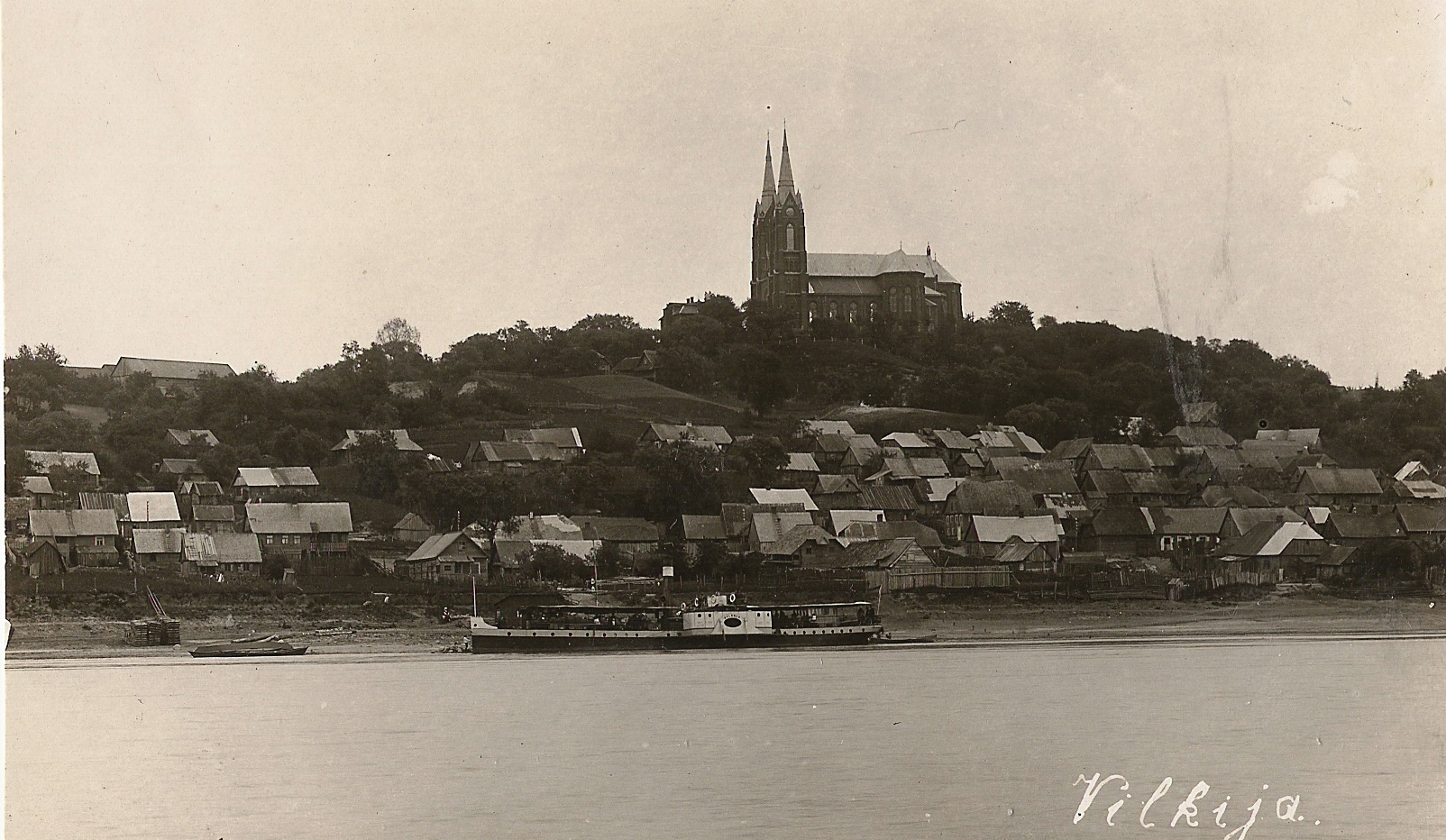
Vilkija en 1928
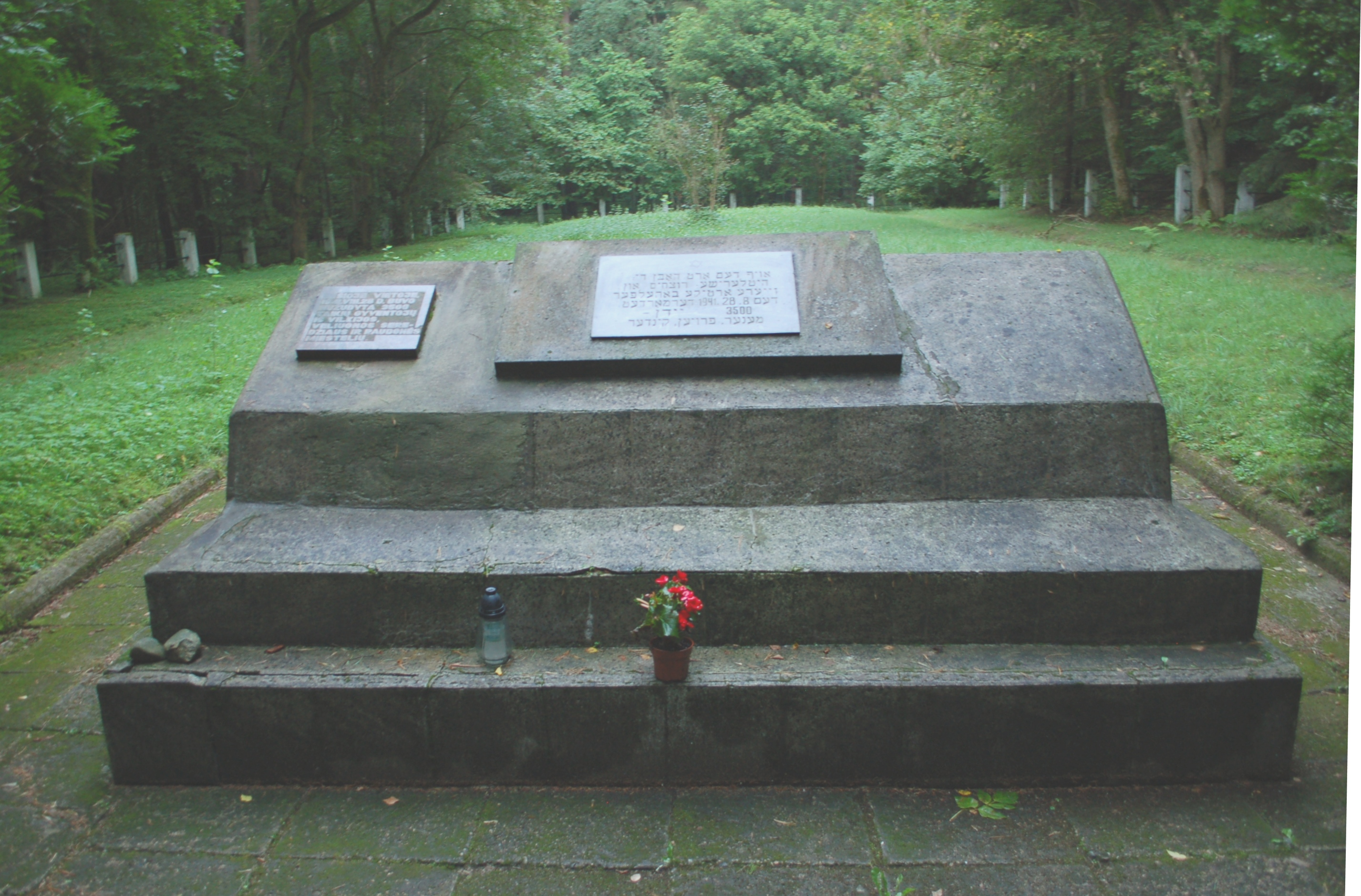
Monument commémorant les 3 500 victimes des exécutions de masse des villages de Vilkija, Veliuona, Seredžius et Raudonė dans la forêt proche de Jaučakiai.